# Strychnos wallichiana
Strychnos wallichiana är en tvåhjärtbladig växtart som beskrevs av Ernst Gottlieb von Steudel och A. Dc.. Strychnos wallichiana ingår i släktet Strychnos och familjen Loganiaceae. Inga underarter finns listade i Catalogue of Life.